# Asparaginska sintaza (glutamin-hidrolizujuća)
Asparaginska sintaza (glutamin-hidrolizujuća) (EC 6.3.5.4, asparaginska sintetaza (glutaminska hidroliza), glutamin-zavisna asparaginska sintetaza, asparaginska sintetaza B, AS, AS-B) je enzim sa sistematskim imenom L-aspartat:L-glutamin amido-ligaza (formira AMP). Ovaj enzim katalizuje sledeću hemijsku reakciju
ATP + -aspartat + L-glutamin + 2O {\displaystyle \rightleftharpoons } AMP + difosfat + -asparagin + L-glutamat (sveukupna reakcija)
(1a) -glutamin + 2O {\displaystyle \rightleftharpoons } -glutamat + NH3
(1b) ATP + L-aspartat + 3 {\displaystyle \rightleftharpoons } AMP + difosfat + -asparagin
Enzim iz Escherichia coli ima dva aktivna mesta.

## Literatura
- Nicholas C. Price; Lewis Stevens (1999). Fundamentals of Enzymology: The Cell and Molecular Biology of Catalytic Proteins (Third изд.). USA: Oxford University Press. ISBN 019850229X.
- Eric J. Toone (2006). Advances in Enzymology and Related Areas of Molecular Biology, Protein Evolution (Volume 75 изд.). Wiley-Interscience. ISBN 0471205036.
- Branden C; Tooze J. Introduction to Protein Structure. New York, NY: Garland Publishing. ISBN 0-8153-2305-0.
- Irwin H. Segel. Enzyme Kinetics: Behavior and Analysis of Rapid Equilibrium and Steady-State Enzyme Systems (Book 44 изд.). Wiley Classics Library. ISBN 0471303097.
- William P. Jencks (1987). Catalysis in Chemistry and Enzymology. Dover Publications. ISBN 0486654605.

## Spoljašnje veze
- Asparagine+synthase+(glutamine-hydrolysing) на 